# Łeba (fiume)
Il fiume Łeba (in tedesco: Leba) è un fiume della Pomerania Centrale, in Polonia, che nasce vicino a Kartuzy e si getta nel Mar Baltico. Ha una lunghezza di 117 km e un bacino di 1.801 km². Il fiume passa attraverso il lago Łebsko
La città di Lębork sorge sul fiume Łeba, mentre la città di Łeba era originariamente situata sul fiume.